# Sound of the Underground
Sound of the Underground é o álbum de estreia do girl group pop britânico Girls Aloud.  Foi lançado no Reino Unido em 26 de maio de 2003 pela Polydor Records, e relançado em 1 de dezembro de 2003. O grupo trabalhou com uma variedade de músicos e produtores em Sound of the Underground, que foi grande parte inspirado pela música dos anos 1980. Este álbum é o único do grupo a não ser totalmente produzido pela equipe de Brian Higgins e Xenomania.  As comparações foram feitas com artistas como Bananarama, The Bangles, Blondie, e Spice Girls.
Sound of the Underground estreou com revisões geralmente favoráveis dos críticos da música contemporânea, que observaram a alta qualidade do álbum em comparação com a saída de outros competidores de reality shows. O álbum foi disco de platina no Reino Unido e na Irlanda. Ele rendeu quatro singles, incluindo a faixa-título, que foi número um por um mês no Reino Unido.  O álbum sozinho vendeu 368 mil cópias no Reino Unido.

## Conceito
Girls Aloud foi formado através do programa Popstars: The Rivals do canal inglês ITV1 por uma votação pública em 30 de Novembro de 2002. Seu primeiro single "Sound of the Underground" foi uma das sessenta músicas que Brian Higgins e Miranda Cooper tinha escrito com para o lançamento de um próprio grupo de garotas. A canção foi originalmente gravada em 2001 pelo grupo londrino de garotas Orchild, que se desfez antes de ganhar um contrato fixo. Foi escolhida pelo gerente do grupo Louis Walsh como seu single de estréia. "Sound of the Underground" foi o single número um das paradas britânicas no natal de 2002 e ficou no posto por mais três semanas. "Sound of the Underground" e outra produção do Xenomania, "Round Round" das Sugababes, foram chamados "dois grandes sucessos inovadores" creditados como uma reformulação da música pop britânica dos anos 2000.
Após o enorme sucesso do single, Girls Aloud começou a gravar seu álbum de estreia, de mesmo título da música.  Elas se reuniram com Brian Higgins e Xenomania. Sobre "No Good Advice", Brian Higgins disse que as Girls Aloud inicialmente não gostaram da canção - "nós jogamos uma, e elas disseram: 'Isso não é o nosso som'. "Eu me opus à utilização da frase "nosso som'. Eu disse a elas que tinham cinco minutos para falar se queriam ou não continuar trabalhando comigo. Elas foram embora e falaram sobre o assunto, e desde então, tem sido bem. Elas vieram com a expectativa de trabalhar, e se há essa relação de confiança que existe, remonta a esse dia, eu acho."
Xenomania inicialmente tinha criado apenas duas músicas para o álbum, "Sound of the Underground" e "No Good Advice". Brian Higgins disse: "Eles enviaram elas para trabalhar com esses caras suecos e outras pessoas diferentes no Reino Unido [...] Eu disse: 'Existem dois grupos completamente diferentes neste disco. Nós precisamos nos livrar de seis faixas e eu vou substituí-las'. Nós fizemos, e isso fez com que o álbum fosse se levantando como um corpo de trabalho." Sound of the Underground é o único álbum do grupo que não foi inteiramente produzido por Brian Higgins e Xenomania. Girls Aloud trabalhou com uma variedade de músicos e produtores em sua maioria britânicos, como Betty Boo e os Beatmasters, Graham Stack, e Steve Anderson.  "White Lies" foi co-escrita e produzido por Tim Kellett, um ex-integrante do The Durutti Column, Simply Red, e Olive. O álbum foi finalizado em abril de 2003 e descrito como uma mistura de "Blondie e Bananarama, com o conhecimento das Spice Girls no seu melhor jogados dentro."

## Música

### Estilo e letras
Sound of the Underground tem influência de uma série de gêneros da década de 1980, como o synthpop, power pop, e o new wave, e estilos dos anos 1990 como o big beat, drum and bass, e garagem. O álbum recebeu comparações com grupos femininos como Bananarama, The Bangles, e as Spice Girls. Semelhanças de Kylie Minogue e Madonna também foram notadas. A maioria das músicas fazem uso de guitarras e batidas eletrônicas. O surgimento do indie rock também inspirou Brian Higgins a "esbater as arestas entre a música comercial e chamada música 'indie'." Ele continuou: "A música pop estava dando as costas e a música indie estava prestes a se levantar, através de The Strokes e tudo mais. Éramos uma empresa independente e nós estávamos tão indie como as outras bandas em nossa volta. O riff de guitarra em 'No Good Advice' é muito semelhante ao riff na música 'Michael' da banda Franz Ferdinand.
Dizem que as letras do álbum "[eram] curiosamente insistentes sobre a credibilidade musical e autonomia do pensamento das Girls Aloud." Higgins disse que "No Good Advice", refletiu um humor geral após a falha em um acordo especial entre Xenomania e London Records em 2000, pela persistência, apesar do que as pessoas dizem para fazer ou não fazer. "Life Got Cold" recebeu comentários como "surpreendentemente comovente".

## Informações
Sound of the Underground foi lançado em 26 de maio de 2003, e estreou no UK Albums Chart (a parada britânica de álbuns) em segundo lugar, atrás apenas de Justin Timberlake com o álbum Justified. O álbum recebeu a certificação de ouro pela BPI (Indústria Fonográfica Britânica) em 6 de junho de 2003. Cinco meses mais tarde, recebeu a certificação de platina.
Uma segunda versão do álbum foi lançada em 1 de dezembro de 2003 e alcançou a 42ª posição nas paradas britânicas. Essa versão possui novas faixas, incluindo o quarto single do grupo, Jump, da trilha sonora do filme Love Actually, "You Freak Me Out" um cover do filme Freaky Friday de 1976, uma faixa bônus intitulada "Girls On Film" (regravação da canção da banda Duran Duran), e uma regravação da canção "Some Kind Of Miracle". No entanto, para dar espaço para as novas canções, a faixa "Don't Want You Back" e as faixas bônus "Love Bomb" e "Everything You Ever Wanted" foram excluídas do álbum.
E ainda uma das faixas do CD, "Girls Allowed", foi escrita para as garotas pelo ex-integrante da banda Westlife, Bryan McFadden.

## Faixas
Os nomes dos escritores e/ou produtores das músicas aparecem em parênteses.

### Versão original
Lançado em 26 de maio de 2003.
1. "Sound of the Underground" (M. Cooper, N. Scarlett, B. Higgins, Xenomania) - 3:41
2. "No Good Advice" (M. Cooper, B. Higgins, L. Cowling, N. Coler, Xenomania, L. Nystrom, J. Wheatley) - 3:48
3. "Some Kind Of Miracle" (M. Cooper, L. Cowling, T. Powell, S. Lee, B. Higgins, E. Lynch, J. Wheatley) - 3:09
4. "All I Need (All I Don't)" (A. Knox, Peters & Peters) - 3:38
5. "Life Got Cold" (M. Cooper, L. Cowling, N. Coler, N. Gallagher, B. Higgins, Xenomania) - 3:57
6. "Mars Attack" (A. Clarkson, P. Carter, M. Glanville, The Beatmasters, Betty Boo) - 3:28
7. "Stop" (M. Cooper, B. Higgins, M. Gray, Xenomania) - 3:35
8. "Girls Allowed" (B. McFadden, N. Shorten, G. Stack) - 3:26
9. "Forever and a Night" (G. Miller, M. Fueller, A. Goldmark, B. Rawling) - 3:17
10. "Love/Hate" (N. Scarlett, E. Bicker, B. Higgins, Xenomania) - 4:40
11. "Boogie Down Love" (A. Clarkson, P. Carter, M. Glanville, The Beatmasters, Betty Boo) - 4:05
12. "Don't Want You Back" (A. Bagge, A. Birgisson, M. Bell, Arnthor, BAG) - 3:19
13. "White Lies" (T. Kellett, S. Nordstrom) - 4:01
14. "Love Bomb"  (A. Clarkson, M. Ward, S. Ward, The Beatmasters, Betty Boo) - 2:55
15. "Everything You Ever Wanted" (S. Lee, S. Anderson, L. Greene) - 2:53

### Relançamento
Lançado em 1 de dezembro de 2003.
1. "Sound of the Underground" (M. Cooper, N. Scarlett, B. Higgins, Xenomania) - 3:41
2. "No Good Advice" (M. Cooper, B. Higgins, L. Cowling, N. Coler, Xenomania, L. Nystrom, J. Wheatley) - 3:48
3. "Life Got Cold" (M. Cooper, L. Cowling, N. Coler, N. Gallagher, B. Higgins, Xenomania) - 3:57
4. "Jump" (G. Skardina, M. Sharron, S. Mitchell) - 3:39
5. "Some Kind Of Miracle" (M. Cooper, L. Cowling, T. Powell, S. Lee, B. Higgins, E. Lynch, J. Wheatley) - 3:09
6. "All I Need (All I Don't)" (A. Knox, Peters & Peters) - 3:38
7. "Mars Attack" (A. Clarkson, P. Carter, M. Glanville, The Beatmasters, Betty Boo) - 3:28
8. "You Freak Me Out"  (G. Skardina, M. Sharron, S. Mitchell)  - 3:05
9. "Girls Allowed" (B. McFadden, N. Shorten, G. Stack) - 3:26
10. "Forever and a Night" (G. Miller, M. Fueller, A. Goldmark, B. Rawling) - 3:17
11. "Love/Hate" (N. Scarlett, E. Bicker, B. Higgins, Xenomania) - 4:40
12. "Boogie Down Love" (A. Clarkson, P. Carter, M. Glanville, The Beatmasters, Betty Boo) - 4:05
13. "Stop" (M. Cooper, B. Higgins, M. Gray, Xenomania) - 3:35
14. "White Lies" (T. Kellett, S. Nordstrom) - 4:01
15. "Girls on Film"  (Duran Duran)  - 3:42

## Singles

### Sound of the Underground
O single de estréia do grupo, e o primeiro do álbum foi a canção homônima "Sound of the Underground". Foi lançado na semana do Natal no Reino Unido, e passou 4 semanas em primeiro lugar no UK Singles Chart – recebendo a certificação de platina.
Michael Osborn disse que o "Sound of the Underground" oferece "uma doce melodia". Um artigo do jornal "The Guardian" considerou a canção como "uma canção muito diferente do normal das girlband". Em 2003, "Sound of the Underground" foi eleito como Melhor Single pelo "Disney Channel Kids Awards".
O videoclipe da música apresenta as garotas em várias cenas "underground". Na cena principal, as cinco garotas estão juntas, cantando a música com o apoio de uma banda, dentro de uma espécie de "grande gaiola". Ainda há cenas das garotas individualmente, onde cada garota é mostrada sentada ou de pé no mesmo ambiente "underground", intercaladas com várias outras cenas, como uma lâmpada se quebrando e pegando fogo.

### No Good Advice
"No Good Advice" fala sobre uma garota que não precisa de "nenhum bom conselho" (no good advice), e está fazendo as coisas como quer, independentemente.
O single foi lançado cinco meses após a estréia de grande sucesso do grupo, em 13 de maio de 2003. Não atingiu o mesmo sucesso do single anterior, mas conseguiu alcançar o segundo lugar no UK Singles Chart.
O vídeo de "No Good Advice" mostra as garotas com roupas metálicas, prateadas, com aspecto futurista. Elas aparecem junto a um velho carro que bateu em uma cabine telefônica, cantando junto a vários homens tocando guitarra.

### Life Got Cold
"Life Got Cold" é uma balada romântica que, inicialmente, não estava nos planos do grupo para ser lançado como terceiro single. A gravadora Polydor originalmente havia escolhido "Some Kind of Miracle" como próximo single, mas o plano foi abandonado após uma grande manifestação dos fãs contra o lançamento.
O single foi lançado no Reino Unido em 18 de agosto de 2003, e alcançou o terceiro lugar nas paradas britânicas.
O clipe mostra as garotas em uma cidade fria e abandonada. Elas aparecem juntas e individualmente em diferentes ambientes: em uma rua, em um beco, em uma cozinha, em um sofá e dentro de um ônibus abandonado.

## Regravações e outras aparições
- "Jump (For My Love)" é uma regravação da canção das "The Pointer Sisters".
- "Girls On Film" é um cover da banda britânica dos anos 80, Duran Duran.
- A música "Girls On Film" apareceu como b-side para o single "Life Got Cold".
- As músicas "Love Bomb" e "Girls Allowed" apareceram como B-sides do single de "Jump".

## Desempenho nas paradas e certificações

### Posição nas paradas
| Chart (2003)                               | Posição | Certificação    |
| ------------------------------------------ | ------- | --------------- |
| Reino Unido - Albums Chart                 | 2       | 360,000 Platina |
| Irlanda                                    | 6       |                 |
| Países Baixos                              | 53      |                 |
| Reino Unido - Chart de final de ano (2003) | 76      |                 |
| United World Chart                         | 97      |                 |